# Оријент (Охајо)
Оријент (енгл. Orient) град је у америчкој савезној држави Охајо.

## Демографија
По попису из 2010. године број становника је 270, што је 1 (0,4%) становника више него 2000. године.
| Група             | 2000.       | 2010.       |
| Белци             | 266 (98,9%) | 259 (95,9%) |
| Афроамериканци    | 0 (0,0%)    | 2 (0,7%)    |
| Азијати           | 0 (0,0%)    | 0 (0,0%)    |
| Хиспаноамериканци | 0 (0,0%)    | 1 (0,4%)    |
| Укупно            | 269         | 270         |